# Klaus Duphorn
Klaus Dieter Duphorn (* 3. März 1934 in Jena; † 30. Juli 2021 in Kiel) war ein deutscher Geologe. Er war Professor an der Christian-Albrechts-Universität zu Kiel, an der Bundesanstalt für Bodenforschung in Hannover und niedersächsischer Landesgeologe.

## Werdegang
Duphorn studierte bis zum Diplom 1958 Geologie an der Friedrich-Schiller-Universität Jena. Aufgrund der Verweigerung von Promotion und Teilnahme an Fachtagungen in Ost-Berlin ging er in den Westen und wurde 1961 in Würzburg mit der Arbeit Sedimentologische Untersuchung der pliopleistozänen Grenzschichten im östlichen Vorland der Hohen Rhön promoviert. Zum Wintersemester 1974/75 wurde er Professor an der Universität Kiel.
Er war Quartär-Spezialist und vollendete Paul Woldstedts Standardwerk zum Eiszeitalter in Norddeutschland nach dessen Tod. Außerdem veröffentlichte er einen geologischen Führer der deutschen Ostseeküste.
Im Gorleben-Untersuchungsausschuss sagte er 2010 als Zeuge aus und äußerte Zweifel an der geologischen Eignung des Salzstocks von Gorleben als Endlager für Atommüll. Im gleichen Sinn hatte er sich schon 1982 in einem umfangreichen Gutachten für die Physikalisch-Technische Bundesanstalt geäußert, in dem er auf dessen geologische Dynamik und ein mangelndes Deckgebirge hinwies. Genau dies führte 2020 letztlich auch zum Ausschluss des Standortes Gorleben aus dem weiteren Endlagersuchverfahren.
Die Duphornhöhe im ostantarktischen Viktorialand trägt seinen Namen.

## Schriften
- mit Heinz Kliewe, Hans Otto Niedermeyer, Hans Otto, Wolfgang Janke, Friedrich Werner: Die deutsche Ostseeküste. 1995, 2. völlig neub. Auflage, Borntraeger: Sammlung Geologischer Führer 88, 2011
- mit Paul Woldstedt: Norddeutschland und angrenzende Gebiete im Eiszeitalter, 3. Auflage, Stuttgart, K. F. Koehler, 1974